# Final de la Liga de Campeones de la UEFA 1999-2000
La final de la Liga de Campeones de la UEFA 1999-2000 se disputó el día 24 de mayo de 2000 en el Stade de France de Saint-Denis, Francia. Esta 45.a edición de la final, disputada por dos clubes españoles y última del siglo XX,  fue la primera vez en la historia en la que los dos equipos finalistas eran del mismo país, Real Madrid y Valencia CF.
La final concluyó con el resultado de 3–0 para los madridistas, que lograron su «Octava» Copa de Europa.

## Partido
| 27    | POR   | Iker Casillas        |     |
| 2     | DEF   | Míchel Salgado       | 84' |
| 18    | DEF   | Aitor Karanka        |     |
| 15    | DEF   | Iván Helguera        |     |
| 12    | DEF   | Iván Campo           |     |
| 3     | DEF   | Roberto Carlos       |     |
| 6     | MED   | Fernando Redondo     |     |
| 8     | MED   | Steve McManaman      |     |
| 7     | DEL   | Raúl González Blanco |     |
| 19    | DEL   | Nicolas Anelka       | 79' |
| 9     | DEL   | Fernando Morientes   | 71' |
| D. T. | D. T. | Vicente del Bosque   |     |

| 1     | POR   | Santiago Cañizares       |     |
| 20    | DEF   | Jocelyn Angloma          |     |
| 5     | DEF   | Miroslav Đukić           |     |
| 15    | DEF   | Mauricio Pellegrino      |     |
| 35    | DEF   | Gerardo García           | 68' |
| 8     | MED   | Francisco Javier Farinós |     |
| 6     | MED   | Gaizka Mendieta          |     |
| 11    | MED   | «Kily» González          |     |
| 14    | MED   | Gerard López             |     |
| 10    | DEL   | Miguel Ángel Angulo      |     |
| 7     | DEL   | Claudio «Piojo» López    |     |
| D. T. | D. T. | Héctor Cúper             |     |

| 11 | MED | Sávio Bortolini | 71' |
| 5  | DEF | Manuel Sanchís  | 79' |
| 4  | DEF | Fernando Hierro | 84' |

| 11 | DEL | Adrian Ilie | 68' |

| 39' · 66' · 74' | Fernando Morientes Steve McManaman Raúl González Blanco | 1:0 2:0 3:0 |

| 36' · 58' | Míchel Salgado Roberto Carlos |

| 37' · 62' · 82' · 92' | Gerardo García Santiago Cañizares Francisco Javier Farinós Mauricio Pellegrino |

| Principal  | Stefano Braschi      |
| Asistentes | Gennaro Mazzei       |
|            | Pierguiseppe Farneti |
| Cuarto     | Domenico Messina     |

|                    |    |    |
| Tiros              | 14 | 6  |
| Tiros a puerta     | 11 | 1  |
| Faltas             | 9  | 20 |
| Saques de esquina  | 8  | 10 |
| Fueras de juego    | 1  | 1  |
| Posesión del balón | 53 | 47 |

| Alineación inicial |

| 27    | POR   | Iker Casillas        |     |
| 2     | DEF   | Míchel Salgado       | 84' |
| 18    | DEF   | Aitor Karanka        |     |
| 15    | DEF   | Iván Helguera        |     |
| 12    | DEF   | Iván Campo           |     |
| 3     | DEF   | Roberto Carlos       |     |
| 6     | MED   | Fernando Redondo     |     |
| 8     | MED   | Steve McManaman      |     |
| 7     | DEL   | Raúl González Blanco |     |
| 19    | DEL   | Nicolas Anelka       | 79' |
| 9     | DEL   | Fernando Morientes   | 71' |
| D. T. | D. T. | Vicente del Bosque   |     |

| 1     | POR   | Santiago Cañizares       |     |
| 20    | DEF   | Jocelyn Angloma          |     |
| 5     | DEF   | Miroslav Đukić           |     |
| 15    | DEF   | Mauricio Pellegrino      |     |
| 35    | DEF   | Gerardo García           | 68' |
| 8     | MED   | Francisco Javier Farinós |     |
| 6     | MED   | Gaizka Mendieta          |     |
| 11    | MED   | «Kily» González          |     |
| 14    | MED   | Gerard López             |     |
| 10    | DEL   | Miguel Ángel Angulo      |     |
| 7     | DEL   | Claudio «Piojo» López    |     |
| D. T. | D. T. | Héctor Cúper             |     |

| 11 | MED | Sávio Bortolini | 71' |
| 5  | DEF | Manuel Sanchís  | 79' |
| 4  | DEF | Fernando Hierro | 84' |

| 11 | DEL | Adrian Ilie | 68' |

| 39' · 66' · 74' | Fernando Morientes Steve McManaman Raúl González Blanco | 1:0 2:0 3:0 |

| 36' · 58' | Míchel Salgado Roberto Carlos |

| 37' · 62' · 82' · 92' | Gerardo García Santiago Cañizares Francisco Javier Farinós Mauricio Pellegrino |

| Principal  | Stefano Braschi      |
| Asistentes | Gennaro Mazzei       |
|            | Pierguiseppe Farneti |
| Cuarto     | Domenico Messina     |

|                    |    |    |
| Tiros              | 14 | 6  |
| Tiros a puerta     | 11 | 1  |
| Faltas             | 9  | 20 |
| Saques de esquina  | 8  | 10 |
| Fueras de juego    | 1  | 1  |
| Posesión del balón | 53 | 47 |

| Alineación inicial |

| 27    | POR   | Iker Casillas        |     |
| 2     | DEF   | Míchel Salgado       | 84' |
| 18    | DEF   | Aitor Karanka        |     |
| 15    | DEF   | Iván Helguera        |     |
| 12    | DEF   | Iván Campo           |     |
| 3     | DEF   | Roberto Carlos       |     |
| 6     | MED   | Fernando Redondo     |     |
| 8     | MED   | Steve McManaman      |     |
| 7     | DEL   | Raúl González Blanco |     |
| 19    | DEL   | Nicolas Anelka       | 79' |
| 9     | DEL   | Fernando Morientes   | 71' |
| D. T. | D. T. | Vicente del Bosque   |     |

| 1     | POR   | Santiago Cañizares       |     |
| 20    | DEF   | Jocelyn Angloma          |     |
| 5     | DEF   | Miroslav Đukić           |     |
| 15    | DEF   | Mauricio Pellegrino      |     |
| 35    | DEF   | Gerardo García           | 68' |
| 8     | MED   | Francisco Javier Farinós |     |
| 6     | MED   | Gaizka Mendieta          |     |
| 11    | MED   | «Kily» González          |     |
| 14    | MED   | Gerard López             |     |
| 10    | DEL   | Miguel Ángel Angulo      |     |
| 7     | DEL   | Claudio «Piojo» López    |     |
| D. T. | D. T. | Héctor Cúper             |     |

| 11 | MED | Sávio Bortolini | 71' |
| 5  | DEF | Manuel Sanchís  | 79' |
| 4  | DEF | Fernando Hierro | 84' |

| 11 | DEL | Adrian Ilie | 68' |

| 39' · 66' · 74' | Fernando Morientes Steve McManaman Raúl González Blanco | 1:0 2:0 3:0 |

| 36' · 58' | Míchel Salgado Roberto Carlos |

| 37' · 62' · 82' · 92' | Gerardo García Santiago Cañizares Francisco Javier Farinós Mauricio Pellegrino |

| Principal  | Stefano Braschi      |
| Asistentes | Gennaro Mazzei       |
|            | Pierguiseppe Farneti |
| Cuarto     | Domenico Messina     |

|                    |    |    |
| Tiros              | 14 | 6  |
| Tiros a puerta     | 11 | 1  |
| Faltas             | 9  | 20 |
| Saques de esquina  | 8  | 10 |
| Fueras de juego    | 1  | 1  |
| Posesión del balón | 53 | 47 |

| Alineación inicial |

| 27    | POR   | Iker Casillas        |     |
| 2     | DEF   | Míchel Salgado       | 84' |
| 18    | DEF   | Aitor Karanka        |     |
| 15    | DEF   | Iván Helguera        |     |
| 12    | DEF   | Iván Campo           |     |
| 3     | DEF   | Roberto Carlos       |     |
| 6     | MED   | Fernando Redondo     |     |
| 8     | MED   | Steve McManaman      |     |
| 7     | DEL   | Raúl González Blanco |     |
| 19    | DEL   | Nicolas Anelka       | 79' |
| 9     | DEL   | Fernando Morientes   | 71' |
| D. T. | D. T. | Vicente del Bosque   |     |

| 1     | POR   | Santiago Cañizares       |     |
| 20    | DEF   | Jocelyn Angloma          |     |
| 5     | DEF   | Miroslav Đukić           |     |
| 15    | DEF   | Mauricio Pellegrino      |     |
| 35    | DEF   | Gerardo García           | 68' |
| 8     | MED   | Francisco Javier Farinós |     |
| 6     | MED   | Gaizka Mendieta          |     |
| 11    | MED   | «Kily» González          |     |
| 14    | MED   | Gerard López             |     |
| 10    | DEL   | Miguel Ángel Angulo      |     |
| 7     | DEL   | Claudio «Piojo» López    |     |
| D. T. | D. T. | Héctor Cúper             |     |

| 11 | MED | Sávio Bortolini | 71' |
| 5  | DEF | Manuel Sanchís  | 79' |
| 4  | DEF | Fernando Hierro | 84' |

| 11 | DEL | Adrian Ilie | 68' |

| 39' · 66' · 74' | Fernando Morientes Steve McManaman Raúl González Blanco | 1:0 2:0 3:0 |

| 36' · 58' | Míchel Salgado Roberto Carlos |

| 37' · 62' · 82' · 92' | Gerardo García Santiago Cañizares Francisco Javier Farinós Mauricio Pellegrino |

| Principal  | Stefano Braschi      |
| Asistentes | Gennaro Mazzei       |
|            | Pierguiseppe Farneti |
| Cuarto     | Domenico Messina     |

|                    |    |    |
| Tiros              | 14 | 6  |
| Tiros a puerta     | 11 | 1  |
| Faltas             | 9  | 20 |
| Saques de esquina  | 8  | 10 |
| Fueras de juego    | 1  | 1  |
| Posesión del balón | 53 | 47 |

| Alineación inicial |

|                        |
| Bandera de España      |
| Campeón Real Madrid CF |
| 8.vo Título            |

## Retransmisión televisiva
En España, país de ambos finalistas, la final fue retransmitida en exclusiva por el primer canal de la televisión pública nacional TVE-1, con un despliegue sin precedentes, debido a lo histórico de la coincidencia de dos equipos españoles en la final de la máxima competición continental.
Inició la programación de ese miércoles, con un especial de Los desayunos de TVE y del TD-1 emitidos desde París. Desde las 20:00 conectaron en directo con el plató de retransmisión desde el Stade de France con la previa, hasta las 20:45, hora del inicio del partido. El encuentro fue narrado por José Ángel de la Casa con los comentarios de Míchel y Andoni Zubizarreta, habituales de las retransmisiones de TVE. 
Tras la finalización del encuentro, se ofreció la ceremonia de entrega del trofeo y un espacio con entrevistas, reportajes y conexiones en directo con Valencia y los puntos de celebración en Madrid.

## Filmografía
- Especial Telediario (25-5-2000), «Madrid-Valencia, final española de Champions en 2000» en rtve.es.